# Concarneau
Concarneau (bretonsky Konk-Kerne) je přístavní město ve Francii. Nachází se při ústí řeky Moros do zálivu Baie de La Forêt a patří k departementu Finistère v regionu Bretaň. Žije v něm přibližně 21 tisíc obyvatel a je třetím největším městem departementu. Je součástí historického regionu Cornouaille a bývá také nazýváno „modré město“.
Podle pověsti založil město roku 692 bretonský náčelník Concar. Žili zde mniši z kláštera Landévennec. Původní opevněná část města Ville close se nachází na ostrůvku při pobřeží a na pevnině vyrostly moderní čtvrti. Hradby nechal vybudovat Jan II. Bretaňský a zdokonalil je Sébastien Le Prestre de Vauban. Roku 1746 vznikla pevnost Cabellou.
Nachází se zde Station de biologie marine de Concarneau, kterou založil roku 1859 Victor Coste a je pobočkou pařížského Muséum national d'histoire naturelle. Ve městě sídlí loděnice Piriou, významný je i lov a zpracování ryb, především tuňáků. V bývalých kasárnách bylo zřízeno rybářské muzeum  (Musée de la Pêche).
Označení monument historique má rezidence Château de Keriolet, kterou nechala postavit Zinaida Ivanovna Jusupovová a projektoval ji Joseph Bigot. Kostel Neposkvrněného Srdce Panny Marie v novobyzantském stylu navrhl Charles Chaussepied.
Od roku 1905 se koná v srpnu Festival modrých sítí (Fête des Filets bleus), který připomíná rybářskou tradici. Byl zde také vybudován areál, kde se provozuje thalasoterapie. Historické Ville close patří k nejnavštěvovanějším turistickým atrakcím Bretaně. Jezdí odsud také výletní lodě na souostroví Glénan.
Ve městě pobýval Gustave Flaubert a místní scenérie malovali William-Adolphe Bouguereau a Paul Signac. Georges Simenon umístil do Concarneau děj své knihy Žlutý pes. Natáčel se zde také film Les Seigneurs.
Ve městě sídlí fotbalový klub US Concarneau. Rodákem z Concarneau je fotbalový mistr světa z roku 1998 Stéphane Guivarc'h. 